# Здеслав II из Штернберка
Здеслав II из Штернберка, также известный как Здеслав II из Дивишова и Здеслав из Хлумца (чеш. Zdeslav II. ze Šternberka, Zdeslav II. z Divišova, Zdeslav z Chlumce; ум. в 1265 году) — средневековый чешско-моравский дворянин из панского рода Дивишовичей, высочайший стольник Моравского маркграфства, родоначальник панского (позднее — графского) рода Штернберков. Считается основателем замков Штернберк и Чески-Штернберк.

## Происхождение и молодые годы
Здеслав II родился в семье влиятельного чешского пана Дивиша IV из Дивишова (ум. 1240 году), занимавшего должности кастеляна (или бургграфа) Прахеньского края и маршалка Чешского королевства. Дата рождения Здеслава неизвестна, однако в королевских грамотах его имя упоминается начиная с 1235 года. В 1235—1241 годах Здеслав владел Хлумцем-над-Цидлиноу и на этом основании подписывался именем Здеслав из Хлумца (Zdeslaus de Hlumech). После смерти отца Здеслав унаследовал все его владения.

## На службе у Пршемысла Отакара II
Согласно сохранившимся документам, можно сделать вывод, что в период политического противостояния чешского короля Вацлава I и его сына Пршемысла Отакара Здеслав II из Дивишова склонялся к поддержке престолонаследника. В 1249 году Здеслав II находился в Брно в составе войск Пршемысла Отакара, что следует из содержания грамоты от 14 января 1249 года, в которой Здеслав упоминается как один из свидетелей пожалования маркграфом Моравии Пршемыслом Отакаром нижнеавстрийскому дворянину Генриху I фон Лихтенштейну (ум. 1265) южноморавского панства с центром в Микулове (это было первое земельное владение, полученное Лихтенштейнами в Моравии). В указанной грамоте Здеслав из Штернберка назван «дворянином из Чехии».
В 1251 году Здеслав из Штернберка сопровождал маркграфа Пршемысла Отакара во время его посещения Австрии, где местное дворянство избрало Пршемысла Отакара своим герцогом. В грамоте, датированной 1253 годом, Здеслав уже упомянут как высочайший стольник Моравии (dapifer Moraviae). В тот же период он приобрёл земельные владения в окрестностях Оломоуца и влился в состав местного моравского дворянства (в грамоте, подписанной Пршемысловом Отакаром в Австрии в 1253 году, Здеслав из Штернберка упоминается уже в качестве моравского дворянина). 12 июля 1260 года Здеслав II в составе войск короля Чехии Пршемысла Отакара II участвовал в победоносной битве при Кресенбрунне против венгерского короля Белы IV.
Согласно легенде, в 1253 году Здеслав II из Штернберка руководил успешной обороной Оломоуца против нападения половцев, когда война между Пршемыслом Отакаром и Белой IV перекинулась на территорию Моравии. В июле того года венгерские войска, в составе которых была и половецкая конница, неожиданно осадили Оломоуц в то время как Пршемысл Отакар ожидал их нападения в Нижней Австрии. По легенде, Здеслав II отважно атаковал осаждавшие Оломоуц войска, убил их командующего и обратил в бегство. В действительности же, поняв свою ошибку, Пршемысл Отакар подступил во главе своих войск к Оломоуцу и вскоре венгры вынуждены были снять осаду из-за недостатка провианта. Более того, спустя несколько столетий чешский летописец Вацлав Гайек из Либочан на основе данной легенды создал миф, в котором перенёс изложенные выше события в 1241 год, венгров и половцев заменил на татар, а героем событий сделал не Здеслава II, а его сына Ярослава из Штернберка, к тому времени ещё малолетнего или не родившегося. Так возникла знаменитая в чешской историографии легенда о Ярославе из Штернберка, остановившем у Оломоуца вторгшиеся в Европу войска татарского хана Бату.

## Управление имениями

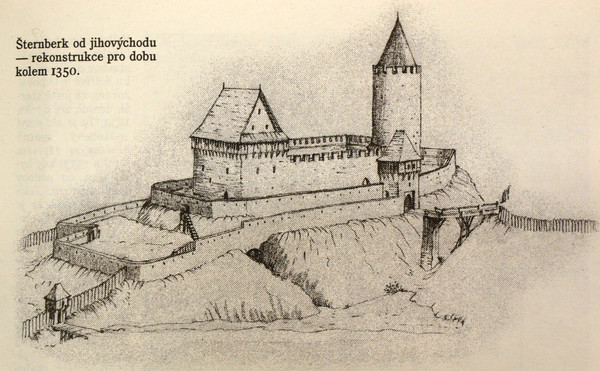
Реконструкция моравского замка Штернберк по состоянию на 1350 год

Помимо унаследованного от отца Дивишовского панства Здеслав II владел Хлумцем-над-Цидлиноу, где возвёл крепость и построил торговый посёлок, для чего старая кладская дорога (Прага—Наход) была отклонена и проведена через реку Цидлину. В начале 1240-х годов Здеслав возвёл невдалеке от Дивишова свою новую чешскую резиденцию — раннеготический замок Чески-Штернберк. Замок был построен на высокой скале, возвышающейся на берегу реки Сазавы и был назван в честь герба рода Дивишовичей, на котором изображалась жёлтая восьмиконечная звезда (от немецкого Sternberg — «Звёздная гора»). В королевской грамоте от 7 июля 1242 года Здеслав впервые упоминается с новым предикатом «из Штернберка» (Zdeslaus de Sternber).
После участия в обороне Оломоуца от венгерских войск в 1253 году Здеслав II из Штернберка получил от Пршемысла Отакара II земли в Моравии и приступил к возведению севернее Оломоуца своей моравской резиденции — ещё одного раннеготического замка, который также получил на немецкий манер название Штернберк. Вероятно, моравский Штернберк был достроен уже после смерти Здеслава, поскольку в королевских грамотах он впервые упоминается в 1269 году в связи с уточнением границ между моравским Штернберкским панством и владениями Градиского монастыря.

## Семья
Источники не сохранили имя супруги Здеслава II, однако известно, что она была родом из Майсена. В их браке родилось как минимум четверо сыновей, трое из которых стали родоначальниками трёх основных ветвей панского рода Штернберков. Старший сын Альбрехт (ум. 1299) унаследовал владения в Моравии, второй — Бенеш умер после 1269 года бездетным, третий — Ярослав (ум. 1290) получил владения в Чехии и основал конопиштьскую ветвь, младший — Здеслав III (ум. 1290) также получил владения в Чехии и основал голицкую ветвь Штернберков.